# Tianwen-4
Tianwen-4 és una missió interplanetària de l'Administració Espacial Nacional de la Xina (CNSA) per estudiar el sistema jovià i, molt en particular, la seva lluna Cal·listo, possiblement compartint també un llançament amb una nau espacial que faria un sobrevol d'Urà.

## Visió general
Els objectius de la missió planificada a Júpiter Tianwen-4 inclouen l'estudi de la interacció entre camps magnètics i plasma presents al sistema jovià, l'examen de les variacions de composició de l'atmosfera joviana, l'exploració de les estructures internes i característiques superficials de Cal·listo i la investigació de l'entorn espacial que envolta l'esmentat satèl·lit galileà.
Segons les últimes informacions que arriben sobre la missió, aquesta implicaria una nau espacial que faria sobrevols dels satèl·lits irregulars de Júpiter abans d'entrar en una òrbita polar al voltant de Cal·listo. La missió podria incloure també una sonda addicional que duria a terme un sobrevol d'Urà en algun moment després del 2040.

## Cronologia de la possible missió
La sonda Tianwen-4 es llançaria al setembre de 2029, realitzaria un vol de Venus sis mesos més tard a l'abril de 2030, i després procediria a trobar la Terra dues vegades: la primera trobada al febrer de 2031 i la segona al maig de 2033. Abans d'arribar a Júpiter, una subsonda se separaria de la sonda principal i continuaria cap a Urà per fer un sobrevol al març de 2045. La sonda principal entraria a l'òrbita de Júpiter al desembre de 2035. Després d'una o dues passades de frenada, la sonda es mantindria en una gran òrbita el·líptica al voltant de Júpiter amb un període de 30 dies, fent sobrevols de llunes irregulars. Realitzaria deu òrbites durant aproximadament un any abans d'entrar a la seva segona fase amb dues assistències gravitatòries de Cal·listo. Al febrer de 2038, Tianwen-4 entraria en òrbita al voltant de Calisto amb una altitud de 300 km i un període orbital de 17,7 hores, i llavors s'alliberaria una sonda per impactar la superfície de Calisto.